# Tosjö
Tosjö är en sjö i Borås kommun i Västergötland och ingår i Viskans huvudavrinningsområde.